# Universidade Estadual Paulista em São José dos Campos

O Instituto de Ciência e Tecnologia, antiga Faculdade de Odontologia do Campus de São José dos Campos, da Universidade Estadual Paulista, é uma Instituição de Ensino Superior do Governo do estado de São Paulo, focado no ensino e pesquisa e prestação de serviços na área odontológica, e, em engenharia ambiental.

## História
Criada em 1954, pela lei estadual paulista n° 2.631/54, de autoria do Deputado Lincoln Feliciano da Silva (PSD-SP), a Faculdade de Odontologia de São José dos Campos iniciou seu funcionamento em 1959, implantada pelo Governador Jânio Quadros, em edifícios públicos municipais, cedidos pelo Prefeito de São José dos Campos, Dr. Elmano Ferreira Velloso. A aula inaugural do curso de graduação em odontologia aconteceu em 28 de março de 1960, data que é considerada o aniversário da faculdade.
A Faculdade de Odontologia de São José dos Campos foi uma instituição estadual de ensino, com administração própria, fazendo parte dos Institutos Isolados de Ensino Superior até 1976, quando passou a integrar a Unesp.
Em 1990, foram criados cursos de pós graduação, e, em 2013, a Faculdade de Odontologia passou a ocupar uma área do Parque Tecnológico de São José dos Campos, pertencente ao Governo do Estado de São Paulo, para abrigar o novo curso de Engenharia Ambiental, criado pela Resolução UNESP nº 108, de 30/08/2012.
A partir de 2013, com a implantação do curso de Engenharia Ambiental, passou a denominar-se Instituto de Ciência e Tecnologia - ICT.

### Datas principais
- 1954 - Criação da Faculdade.
- 1955 - A Faculdade passa a integrar o Sistema Estadual de Ensino Superior.
- 1959 - Autorizado o funcionamento da Faculdade.
- 1960 - Início do Curso de Odontologia.
- 1962 - Início da construção do Campus universitário.
- 1963 - Formatura da Primeira Turma de Odontologia.
- 1965 - Reconhecimento do Curso de Odontologia.
- 1975 - Criação da UNESP.
- 1990 - Criação do primeiro Curso de Pós-Graduação.
- 2013 - Implantação do curso de Engenharia Ambiental.

### Diretores
- 1958-1971 - Prof. Dr. Cervantes Gonçalves Bastos da Silva Jardim
- 1971-1975 - Prof. Dr. Gérson Munhoz dos Santos
- 1975-1983 - Prof. Dr. José Bonifácio Fonseca
- 1983-1987 - Prof. Dr. Sílvio Simões
- 1987-1991 - Prof. Dr. Antenor Araújo
- 1991-1995 - Prof. Dr. Rogério Lacaz Netto
- 1995-1999 - Prof. Dr. José Eduardo Junho Araújo
- 1999-2003 - Profa. Dra. Maria Amélia Máximo Araújo
- 2003-2007 - Prof. Dr. Paulo Vilela Santos Júnior
- 2007-2011 - Prof. Dr. José Roberto Rodrigues
- 2011-2015 - Prof. Dr. Carlos Augusto Pavanelli
- 2015-2019 - Prof. Dr. Estevão Tomomitsu Kimpara
- 2019 - Prof. Dra. Rebeca Di Nicoló

### Alunos e professores destacados
Foram alunos da Faculdade de Odontologia: o ex-prefeito de São José dos Campos, Dr. Pedro Yves Simão, e, o vereador Carlos Sebe, da mesma cidade, Fernanda Helena Cardoso, vice-campeã do Big Brother Brasil 10; Trabalharam na Faculdade de Odontologia, o técnico de basquete Edvar Simões, e, o técnico de futebol Diede Lameiro.
O ex-prefeito de São José dos Campos, Dr. Orlando Campos, foi professor da Faculdade de Odontologia.

## Ensino
O ICT-UNESP conta um curso de graduação em Odontologia, oferecendo 40 vagas anuais no período integral, e, 40 vagas anuais no período vespertino-noturno.
O ICT conta ainda com o Curso de graduação em Engenharia Ambiental, criado pela Resolução UNESP nº 108, de 30/08/2012, atualmente ministrado no Parque Tecnológico de São José dos Campos, com o oferecimento de 40 vagas para o período integral.
O ICT mantém ainda cursos de pós graduação em 5 áreas de mestrado e doutorado: Odontologia Restauradora (especialidades: Prótese Dentaria, Endodontia e Dentística) e Biopatologia Bucal (especialidades: Patologia, Microbiologia/Imunologia e Radiologia Odontológica) e cursos de especialização em Implantodontia e Endodontia.

## Prestação de serviços à comunidade
O ICT-UNESP atende 2.500 pessoas em tratamentos odontológicos por ano.